# Coregonus lucidus
Coregonus lucidus és una espècie de peix de la família dels salmònids i de l'ordre dels salmoniformes que es troba a Nord-amèrica: Alaska i el Canadà.